# CA River Plate (Montevideo)
CA River Plate is een Uruguayaanse voetbalclub uit de hoofdstad Montevideo. De club werd in 1932 gesticht na een fusie tussen CA Capurro en Olimpia FC. De club moet niet verward worden met River Plate FC, deze club werd enkele malen landskampioen, maar verdween toen profvoetbal werd ingevoerd, rond dezelfde tijd dat CA River Plate ontstond.

## Erelijst
- Segunda División

1943, 1967, 1978, 1984, 1991, 2004

## Bekende (oud-)spelers
Boston River · 
Cerro ·  
Cerro Largo ·  
Danubio · 
Defensor Sporting ·
Deportivo Maldonado ·
Fénix ·
La Luz · 
Liverpool · 
Montevideo City Torque ·
Montevideo Wanderers ·
Nacional · 
Peñarol · 
Plaza Colonia · 
River Plate